# Pancréas artificiel
 (avril 2021).
Si vous disposez d'ouvrages ou d'articles de référence ou si vous connaissez des sites web de qualité traitant du thème abordé ici, merci de compléter l'article en donnant les références utiles à sa vérifiabilité et en les liant à la section « Notes et références ».
Un pancréas artificiel est une technologie pour aider les personnes atteintes de diabète à contrôler automatiquement leur glycémie en délivrant une fonctionnalité endocrine de substitution comparable à celle d’un pancréas sain.
Le pancréas présente deux fonctions importantes : une fonction exocrine qui sécrète des enzymes digestives et une fonction endocrine ou hormonale. C'est le manque de production d'insuline qui est la principale motivation pour développer un substitut à un pancréas défaillant. Les thérapies actuelles consistent à gérer manuellement la glycémie avec l'insuline. Ce contrôle est difficile, pénible et insuffisant.
L'objectif du pancréas artificiel est d'améliorer la thérapie de remplacement de l'insuline jusqu'à ce que le contrôle glycémique soit pratiquement normal en évitant les complications de l'hyperglycémie, mais également de faciliter le traitement de la dépendance à l'insuline.
Les différentes approches envisagées comprennent :
- des équipements médicaux utilisant une pompe à insuline sous contrôle en boucle fermée en utilisant des données en temps réel à partir d'un capteur de glycémie continu dans le sang ;
- la bioingénierie : le développement d'un pancréas bioartificiel constitué d'une feuille biocompatible de cellules bêta encapsulées. Implanté chirurgicalement, la feuille d'îlot de Langerhans se comporte comme un pancréas endocrinien et est viable pendant des années ;
- la thérapie génique : l'infection thérapeutique d'une personne diabétique par un virus génétiquement modifié pour provoquer un changement d'ADN des cellules intestinales afin qu’elles deviennent des cellules productrices d'insuline.

## Approches

### Bioingénierie
L’approche en bioingénierie pour la réalisation d’un pancréas artificiel consiste à implanter des tissus de synthèse contenant des cellules d'îlot de Langerhans, qui sécrètent la quantité d'insuline, d'amyline et de glucagon nécessaires en réponse au taux de glucose mesuré.
Une fois les cellules d’îlots pancréatiques transplantées via le protocole d'Edmonton, la production d'insuline (et le contrôle glycémique) sont restaurés au détriment d’un traitement d'immunosuppression. De nouvelles techniques d'encapsulation des cellules d'îlots pancréatiques dans un revêtement protecteur ont cependant depuis été développées et permettent de bloquer la réponse immunitaire contre les cellules transplantées. Ces nouvelles méthodes permettent d’affranchir les patients du fardeau de l'immunosuppression et permet de prolonger la longévité de la transplantation.
Un prototype de pancréas bioartificiel en développement chez Cerco Medical utilise des cellules d'îlots encapsulées pour construire une feuille d'îlot de Langerhans pouvant être implantée chirurgicalement et fonctionnant comme un pancréas artificiel.
Ce feuillet de cellules d'îlot de Langerhans comprend :
- un maillage interne de fibres pour fournir une résistance mécanique;
- des cellules d'îlots adhérentes aux fibres de la maille et encapsulées pour éviter de déclencher une réponse immunitaire non contrôlée;
- une couche de protection semi-perméable autour de la feuille, pour permettre la diffusion de nutriments et des hormones sécrétées;
- un revêtement protecteur, pour empêcher une réaction réponse inflammatoire aux corps étrangers qui résulterait en une réaction fibrotique enveloppant le feuillet dans une déposition de collagène ce qui provoquerait à terme une défaillance des cellules d'îlots.

La recherche sur les feuillets de cellules d'îlot de Langerhans prévoit en 2006 des essais cliniques chez l'humain dans les années prochaines.

### Thérapie génique

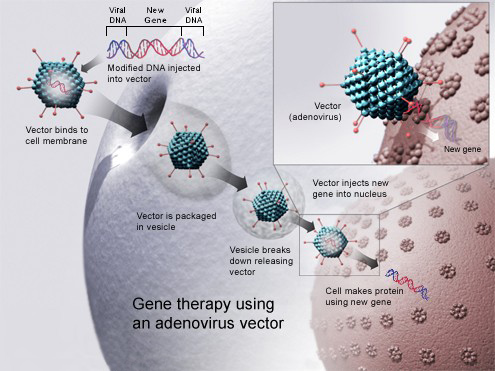
Thérapie génique : conception d'un vecteur viral pour infecter délibérément des cellules avec de l'ADN pour rétablir la production d'insuline en réponse au taux de sucre dans le sang.

Les technologies de thérapie génique progressent rapidement, de sorte que de nouvelles voies multiples sont envisagées pour rétablir la fonction endocrinienne avec le potentiel de guérir complètement et durablement le diabète.
- La thérapie génique peut être utilisée pour produire directement de l'insuline : un médicament oral, constitué de vecteurs viraux contenant la séquence d’ADN correspondant à l’insuline, est ingérée et transmet ses gènes aux cellules de l'intestin grêle par infection virale. Ces cellules intestinales se comportent alors comme n'importe quelle cellule infectée par un virus et se mettent à produire la protéine virale d'insuline. Le virus peut être contrôlé pour infecter uniquement des cellules qui répondent à la présence de glucose, de sorte que l'insuline n'est produite qu'en présence de taux élevés de glucose. En raison du nombre limité de vecteurs délivrés, très peu de cellules intestinales seraient effectivement infectées et la fonction endocrinienne disparaîtrait naturellement en l’espace de quelques jours. Par conséquent, en faisant varier la quantité de médicament oral utilisé, la quantité d'insuline créée par la thérapie génique peut être augmentée ou diminuée au besoin. À mesure que les cellules intestinales produisant de l'insuline disparaissent, elles peuvent être remplacées grâce à l’ingestion de médicaments oraux supplémentaires[2].
- La thérapie génique pourrait éventuellement être utilisée pour guérir la cause de la destruction des cellules bêta, guérissant ainsi le patient diabétique avant que la destruction des cellules bêta soit complète et irréversible[3].
- La thérapie génique peut être utilisée pour transformer les cellules duodénum et les cellules souches adultes du duodénum en cellules bêta qui produisent naturellement de l'insuline et de l'amyline. En fournissant de l'ADN cellulaire bêta aux cellules intestinales dans le duodénum, quelques cellules intestinales se transformeront en cellules bêta et, par la suite, des cellules souches adultes se développeront en cellules bêta. Cela rend le stock de cellules bêta dans le duodénum auto-reconstitué. Les cellules bêta produisent alors de l'insuline proportionnellement aux glucides consommés[4].

### Équipement médical

#### Surveillance continue de la glycémie
Il existe des technologies pour surveiller en continu les glycémies. Ces appareils permettent de réguler le fonctionnement d’un pancréas artificiel en :
1. fournissant automatiquement une lecture de la glycémie toutes les minutes par exemple sans intervention nécessaire du patient,
2. surveillant les tendances relatives à la hausse et à la chute des sucres sanguins, ce qui est utile dans la prévision de la glycémie dans un avenir immédiat,
3. demandant à l'utilisateur qu'une correction de l’insuline basale immédiate lors d’un niveau de sucre élevée et dans le cas d’un niveau bas en demandant à réduire le niveau d’insuline basale ou manger quelque chose

Les mesures du taux de sucre peuvent être utilisées directement en boucle fermée pour contrôler la pompe à insuline.
Cependant certains défauts nécessitent des perfectionnements avant d’envisager l'application d’un pancréas artificiel réel :
1. Les capteurs continus nécessitent un étalonnage plusieurs fois par jour, en effectuant un test manuel de glycémie sur un doigt, puis en entrant les données de glycémie dans le système pour une correction des capteurs,
2. Les capteurs mesurent le glucose interstitiel, il y a donc un délai entre les données du capteur et la glycémie réelle,
3. Le contrôle automatique tend à supprimer la surveillance de l'utilisateur, qui peut être malgré tout une sécurité supplémentaire, les mesures pouvant être sujettes à erreur.

Comme les technologies de surveillance de la glycémie continuent de progresser, la possibilité de réaliser un pancréas artificiel devient de plus en plus réaliste.
Un pancréas artificiel en boucle fermée régulant le glucose grâce des algorithmes et par la coordination des livraisons de glucose et d'insuline est produit au Japon par la société japonaise Nikkiso.

#### Contrôle de l’insuline basale
L’insuline basale permet de contrôler la glycémie durant la journée. Dans le cas d’un pancréas artificiel contrôlant automatiquement une pompe à insuline en fonction d'un capteur de la glycémie en continu, la première étape est de contrôler le taux basal de la pompe à insuline. Lorsqu'un bolus n'a pas été effectué récemment, la pompe peut gérer la glycémie en ajustant le taux basal au besoin :
- lorsque le sucre dans le sang augmente, un petit bolus de correction peut être automatiquement délivré et un taux basal plus élevé peut être réglé ;
- lorsque la glycémie diminue, le taux basal peut être arrêté pour refuser la quantité d'insuline nécessaire pour ramener la glycémie jusqu'à ce que le taux basal revienne à un nouveau taux plus faible ;
- avec des techniques algorithmiques de filtrage adaptatifs, la pompe peut « apprendre » les taux basaux uniques du patient en fonction de l'heure de la journée.

En contrôlant le taux basal seul en boucle fermée, il est possible de corriger, à la suite d'un repas, un bolus trop grand ou petit par rapport à l'alimentation consommée par :
- la reconnaissance d'un déséquilibre entre les bolus d'insuline "la consigne" et le niveau de glucose dans le sang ;
- la livraison automatique d'un bolus de correction pour pallier un manque d'insuline ;
- l’interruption automatiquement du taux basal pour corriger une abondance d'insuline ;
- apprendre à l'aide de techniques de filtrage adaptatives les ratios glucides-insuline pour chaque repas.

#### Premiers essais cliniques
En France, un premier essai clinique chez l’humain d'un pancréas artificiel a eu lieu en 2004. Le système était entièrement automatisé et combinait un capteur de glucose de Medtronic MiniMed et une pompe à insuline implantable. Le projet présente des possibilités ainsi que certaines limitations :
- le capteur implantable est inséré dans une veine du cou menant au cœur ;
- le capteur est connecté, via un fil électrique sous la peau, à la pompe à insuline implantable : à mesure que le taux de sucre dans le sang fluctue, un signal indique à la pompe combien d'insuline doit être livrée ;
- le capteur mesure avec précision le glucose dans 95 % des cas par rapport aux valeurs de contrôle obtenues dans les doigts ;
- les glycémies sont maintenues dans la gamme normale plus de 50 % du temps chez les patients utilisant la pompe connectée au capteur ;
- la fréquence des évènements d'hypoglycémie a chuté à moins de 5 % ;
- alors que les pompes à insuline implantables fonctionnent pendant une moyenne de huit ans avant qu'elles ne soient modifiées, les capteurs cessent de fonctionner après neuf mois en moyenne ;
- les algorithmes mathématiques qui calculent la quantité d'insuline à administrer durant la journée doivent également être améliorés.

D'autres essais cliniques ont depuis 2004 eu lieu. En 2017, un essai clinique a pris place à Lyon pendant 3 mois.
En novembre 2020, le centre hospitalier de Perpignan est le premier en France à équiper en vie réelle trois patients diabétiques d'un pancréas artificiel.

#### Combinaison d'insuline et d'amyline
(septembre 2020).
Lorsque de l’amyline synthétique (ou pramlintide : marque de l’entreprise Symlin) est utilisée en association avec l'insuline, les avantages pour le contrôle glycémique postprandial sont importants
Le Pramlintide est un traitement pour le diabète mis sur le marché au début des années 2000. Le traitement implique :
- une injection séparée de pramlintide avant un repas;
- une réduction de l’insuline bolus de 50 % pour ce repas[9].

Pramlintide peut être injecté à l'aide d'une pompe à insuline. En 2004, le mélange de pramlintide et d'insuline dans la même cartouche n’était pas une pratique approuvée, donc deux pompes à perfusion étaient utilisées simultanément. Étant donné que l'insuline et l'amyline sont cosécrétées par les cellules bêta pancréatiques en réponse à l'élévation des glycémies, l'utilisation simultanée de pramlintide et d'insuline remplace plus fidèlement la fonction du pancréas.

#### Contrôle de l’insuline bolus
L’insuline bolus permet de contrôler les variations rapides de la glycémie après un repas par exemple.

#### Commercialisation
Le système MiniMed 670G, destiné à lutter contre l'hypoglycémie et l'hyperglycémie est déjà commercialisé aux États-Unis.

## Projet de pancréas artificiels
Des chercheurs de l'Imperial College de Londres travaillent sur un projet de Pancréas Artificiel (BiAP). Le dispositif est porté à l'extérieur du corps et combine un moniteur de glucose en continu qui lit l'utilisateur le niveau de sucre du liquide interstitiel avec une pompe à insuline qui injecte de l'insuline dans le corps. Les chercheurs ont été en mesure de reproduire expérimentalement les concentrations d'insuline d'un pancréas sain.
En 2014, des chercheurs de l'Université de Harvard a annoncé qu'ils avaient découvert un procédé pour produire d'importantes quantités de cellules bêta à partir de cellules souches embryonnaires humaines. Ils espèrent que ces cellules pourront à l'avenir être transplantés chez des patients atteints de diabète, éliminant ainsi le besoin de fabrication d'insuline de synthèse.
En France, le LETI collabore depuis 2010 avec une douzaine de centre hospitaliers universitaires français, afin de mettre au point un pancréas artificiel,. 

## Physiologie endocrinienne

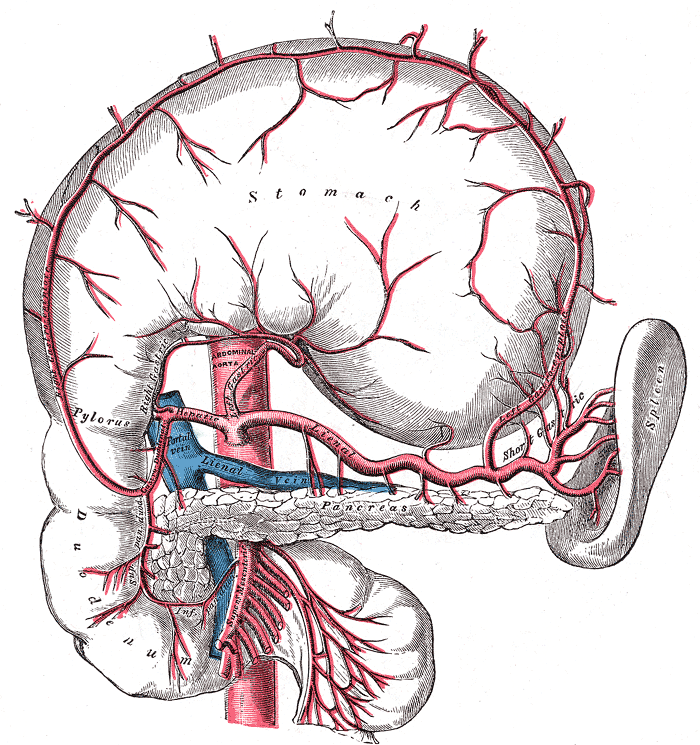
Le pancréas (en dessous de l'estomac et au-dessus du duodénum) injecte des hormones endocrines (insuline, amyline, et glucagon) dans la veine porte directement vers le foie.

Le pancréas produit trois hormones qui sont importantes pour le contrôle glycémique :
- l'insuline, qui réduit la glycémie en convertissant le glucose en glycogène ;
- l'amyline, qui ralentit la digestion ainsi que le taux de glucose entrant dans la circulation sanguine et supprime temporairement la libération de glucagon ;
- et le glucagon, qui augmente la glycémie en se transformant en glucose.

Idéalement, afin de reproduire la fonction naturelle du pancréas aussi fidèlement que possible, un pancréas artificiel devrait remplacer toutes les fonctions endocrines perdues, y compris la livraison d'insuline, d'amyline, de glucagon, et de C-peptide.